# Fonología del ruso
Este artículo trata sobre el sistema fonológico del ruso estándar basado en el dialecto de Moscú (salvo que se explicite otra cosa). El ruso posee cinco vocales. Sus consonantes se agrupan en duras (твёрдый /ˈtvʲo.rdɨj/) y blandas (мягкий /ˈmʲæ.xʲkʲɪj/) o simples y palatalizadas. 

## Vocales

Situación fonética de vocales rusas descrita por Jones & Trofimov (1923).

El ruso cuenta con cinco fonemas vocálicos que presentan considerables alófonos. Varios lingüistas consideran [ɨ] como un fonema separado, pero este artículo lo interpreta como un alófono de /i/:
|         | anterior | central | posterior |
| ------- | -------- | ------- | --------- |
| cerrada | i        | (ɨ)     | u         |
| media   | e        | (ə)     | o         |
| abierta |          | a       |           |

La alofonía vocal depende principalmente de si se trata de una sílaba acentuada o átona y de la palatización de las consonantes circundantes: 

### Vocales anteriores
| Fonema | Letra (habitual) | Posición | Acento | Reducido |
| --- | ---------------- | -------- | ------ | -------- |
| /a/ | а                | (C)V     | ä      | ə, ɐ     |
| /a/ | я                | CʲVC     | a      | ɪ        |
| /a/ | я                | CʲVCʲ    | æ      | ɪ        |
| /e/ | э                | VC       | ɛ      | ɪ        |
| /e/ | е                | CʲVC     | ɛ̝      | ɪ        |
| /e/ | э, е†            | CVC      | ɛ      | ɨ̞        |
| /e/ | э, е†            | CVCʲ     | e      | ɨ̞        |
| /i/ | и                | (Cʲ)V    | i      | ɪ        |
| /ɨ/ | ы, и             | (C)V     | ɨ      | ɨ̞        |
| /o/ | о                | (C)V     | o̞ ~ ɔ  | ə, ɐ     |
| /o/ | ё*               | CʲV      | ɵ      | ɪ        |
| /u/ | у                | (C)V     | u      | ʊ        |
| /u/ | ю                | CʲV(C)   | u      | ʊ        |
| /u/ | ю                | CʲVCʲ    | ʉ      | ʉ̞        |
| * Reducido ⟨ё⟩ se escribe como ⟨е⟩. † ⟨е⟩ se usa en la mayoría de los préstamos (excepto si la palabra inicial) o después de ц, ш, ж . |                  |          |        |          |

Cuando la consonante anterior es dura, /i/ se retrae a [ɨ]. Aunque esta es fonéticamente central, para propósitos fonológicos se considera posterior. Cuando es átona, /i/ deviene en semicerrada; es decir, [ɨ̞] si sigue a una consonante dura y en [ɪ] en la mayoría de los casos.  Entre consonantes suaves, sean átonas o tónicas, /i/ se eleva,  como en пить [pʲi̝tʲ] ('beber') y маленький [ˈmalʲɪ̝nʲkʲɪj] ('pequeño'). Cuando precede y va seguida por una coronal o dorsal, [ɨ] se avanza a [ɨ̟]. Después del grupo de labial + /l/, [ɨ] es retraída, como en плыть [plɨ̠tʲ] ('flotar'); también es ligeramente diptonguizada a [ɯ̟ɨ̟].
En palabras nativas, /e/ solo sigue a consonantes impares (vale decir, consonantes retroflejas y /ts͡/) y consonantes palatizadas.  Tras consonantes palatizadas (pero no ante ellas), es una vocal media ([e̞] o [ɛ̝]), mientras que una consonante palatizada que la sigue la eleva a [e]. Otro alófono, una media abierta [ɛ] ocurre al comienzo de la palabra y nunca antes o después de consonantes palatizadas. En adelante [ɛ̝] se representa sin el diacrítico para simplificar. Las consonantes duras que preceden retraen /e/ a [ɛ̠] y [e̠]  por ello, жест ('gesto') y цель ('objetivo') se pronuncian [ʐɛ̠st] y  [ts͡e̠lʲ] respectivamente.
En los préstamos de otros idiomas, es frecuente que /e/ no siga a una consonante palatizada hasta que la palabra haya sido adoptada plenamente en ruso. Verbigracia, шофёр (del francés chauffeur) se pronunciaba [ʂoˈfɛr] a comienzos del siglo XX, pero ahora es pronunciada [ʂɐˈfʲor]. Por otra parte, la pronunciación de palabras tales como отель [ɐˈtɛlʲ] ('hotel') retiene las consonantes duras a pesar de su larga presencia en este idioma.

### Vocales posteriores
Fonéticamente, /a/ es una vocal central, pero fonológicamente es posterior.  Entre consonantes blandas, se transforma en [æ] como en пять [pʲætʲ] ('cinco').  Cuando no sigue a una consonante palatalizada, /a/ se retrae a [ɑ̟] ante /l/ como en палка [ˈpɑ̟lkə] ('bastón').
Para la mayoría de los hablantes, /o/ es una vocal media, pero puede ser más abierta para algunos hablantes.  Entre consonantes palatalizadas o simplemente siguiéndolas, /o/ es centralizada a [ɵ̞] como en тётя [ˈtʲɵ.tʲə] ('tía').
Al igual que las otras vocales posteriores, /u/ se centraliza entre consonantes palatalizadas,  como en чуть [t͡ɕʉtʲ] ('estrechamente').  Cuando es átona, /u/ se vuelve semicerrada.

### Reducción vocálica
Las vocales átonas tienden a  combinarse juntas.  /o/ y /a/ tienen generalmente los mismos alófonos inacentuados, mientras que /e/ átona se transforma en /i/ (recogiendo sus alófonos inacentuados).  La ortografía del ruso (comparada con aquellas lingüísticamente similares como la bielorrusa) no refleja esta reducción vocálica.
La realización de /o/ y de /a/ átonas es la siguiente:
- Después de consonantes duras, ambas se reducen a [ə] o [ɐ];[13] [ɐ] aparece en la sílaba inmediatamente anterior al acento[14] y en posición inicial absoluta de la palabra.[15]  Ejemplos: паром [pɐˈrom] ('ferry'), облако [ˈobləkə] (nube), трава [trɐˈva] ('pasto').
  - Cuando <аа>, <ао>, <оа>, o <оо> aparecen en una palabra, esto se indica como [ɐ.ɐ], luego соображать ('considerar'), se pronuncia [sɐ.ɐ.brɐˈʐatʲ].[15]
- Ambas /o/ y /a/ se confunden con /i/ después de consonantes  palatalizadas y /j/. (/o/ se escribe como <е> en estas posiciones). Esto ocurre también para /o/ después de consonantes retroflejas.[16] Ejemplos: жена [ʐɨ̞ˈna] ('esposa'), язык [jɪˈzɨk] ('lengua').

- Estos procesos ocurren incluso entre palabras ligadas como en под морем [pɐˈd‿morʲɪm] ('bajo el mar').

En presencia de sufijos, no se aplican completamente las reducciones. En ciertos sufijos, después de consonantes palatalizadas y /j/, /a/ y /o/ (la que es escrita como <е>) pueden ser distinguidas de /i/ y la una de la otra: по́ле ('el campo') es diferente de по́ля ('del campo'), y este sonido final difiere de la realización de /i/ en tal posición.
Hay varias excepciones a las reglas de arriba sobre las vocales inacentuadas /о/ y /a/. 
1. /o/ no se reduce siempre en extranjerismos,[17] por ejemplo радио, [ˈra.dʲɪ.o] ('radio').
2. En segundo lugar, algunos hablantes pronuncian /a/ como [ɨ] tras consonantes retroflejas (/ʐ/ y /ʂ/. Esta pronunciación solo se aplica generalmente a жалеть [ʐɨˈlʲetʲ] ('arrepentirse'), к сожалению [ksə.ʐɨˈlʲe.nʲɪ.ju] ('desafortunadamente'), y en los casos oblicuos de лошадь ('caballo'), tales como лошадей, [lə.ʂɨˈdʲej].
3. /i/ reemplaza a /a/ después de /t͡s/ en los casos oblicuos de algunos numerales, verbigracia: двадцати, [dvə.t͡sɨˈtʲi] ('veinte').

Además de esto, las vocales átonas cerradas /i/ y /u/ se relajan (o se vuelven semicerradas) como en ютиться [jʉ̞ˈtʲit͡sə] ('acurrucarse'), этап [ɪˈtap] ('fase'), дышать [dɨ̞ˈʂatʲ] ('respirar'), y мужчина [mʊˈɕɕinə] ('hombre').
En posiciones acentuadas débilmente, las vocales pueden volverse sordas entre dos consonantes sordas: выставка [ˈvɨstə̥fkə] ('exhibición'), потому что [pə̥tɐˈmu ʂtə] ('porque').  Esto puede ocurrir también en casos donde la consonante siguiente es sorda:  череп [t͡ɕerʲɪ̥p] ('calavera').

### Diptongos
Todos los diptongos rusos terminan en [i̯] no silábica, la que puede considerase un alófono de /j/, la única semivocal en ruso.  En todos los contextos, fuera de tras una vocal, /j/ se considera una consonante aproximante.  Las descripciones fonológicas de /j/ pueden clasificarse también como una consonante incluso en la coda.  En tales descripciones, el ruso no tiene diptongos.
La primera parte de los diptongos queda sujeta a la misma alofonía de sus vocales constituyentes.  Ejemplos de palabras con diptongos: яйцо [jɪjˈt͡so] ('huevo'), ей [jej] ('por ella'), действенный [ˈdʲejstvʲɛnnɨj] ('eficaz').  /ij/ (escrita <ий> o <ый>) es un afijo adjetival común donde es a menudo átono; en la conversación a velocidad normal, tales terminaciones átonas pueden monoptonguizarse en [ɪ̟].

## Consonantes
En una consonante acompañada del símbolo «ʲ» denota palatalización, lo que significa que el centro de la lengua se levanta durante y después de la articulación de la consonante.
|             |        | Bilabial  | Labio- dental | Dental y Alveolar | Post- alveolar | Palatal | Velar     |
| ----------- | ------ | --------- | ------------- | ----------------- | -------------- | ------- | --------- |
| Nasal       | dura   | /m/       |               | /n/               |                |         |           |
| Nasal       | blanda | /mʲ/      |               | /nʲ/              |                |         |           |
| Oclusiva    | dura   | /p/ /b/   |               | /t/ /d/           |                |         | /k/ /g/   |
| Oclusiva    | blanda | /pʲ/ /bʲ/ |               | /tʲ/ /dʲ/         |                |         | /kʲ/ [gʲ] |
| Africada    | dura   |           |               | /t͡s/              |                |         |           |
| Africada    | blanda |           |               |                   | /t͡ɕ/           |         |           |
| Fricativa   | dura   |           | /f/ /v/       | /s/ /z/           | /ʂ/ /ʐ/        |         | /x/       |
| Fricativa   | blanda |           | /fʲ/ /vʲ/     | /sʲ/ /zʲ/         | /ɕɕ/ /ʑʑ/      |         | [xʲ]      |
| Vibrante    | dura   |           |               | /r/               |                |         |           |
| Vibrante    | blanda |           |               | /rʲ/              |                |         |           |
| Aproximante | dura   |           |               | /l/               |                |         |           |
| Aproximante | blanda |           |               | /lʲ/              |                | /j/     |           |

Detalles fonéticos:
- Casi todas las consonantes se presentan en pares de dura/blanda.  La excepción son las consonantes que son siempre duras /t͡s/, /ʂ/, y /ʐ/; y consonantes que son siempre blandas /t͡ɕ/, /ɕɕ/, /ʑʑ/, y /j/.
- La distinción dura/blanda para consonantes velares es típicamente alofónica; /kʲ/ puede considerarse un fonema marginal, aunque ocurre ante vocales no anteriores en la mayoría de los extranjerismos.
- /ʐ/ es similar a la <j> francesa, pero la lengua se curva hacia atrás. /ʂ/ difiere de ella solo por ser sorda.[20] Para mayores detalles, véase consonante retrofleja.
- /ɕɕ/ y /ʑʑ/ son también fonemas marginales.  Algunos hablantes usan /ɕt͡ɕ/ en lugar de /ɕɕ/, el que probablemente sea dos fonemas subyacentes: |ʂt͡ɕ|.  El rango de /ʑʑ/ como fonema también es marginal[21] toda vez que puede derivar de una |zʐ| o |sʐ| subyacentes y su uso está convirtiéndose en arcaico equiparado a una geminada dura [ʐʐ] (aunque el anterior continúa utilizándose en los medios de comunicación y en el gobierno).  Para mayores detalles, véase consonante palato-alveolar.
- /t/ /d/ /n/ /l/ simples y  /rʲ/ palatalizada son dentales [t̪] [d̪] [n̪] [l̪] [r̪ʲ] y apicales [t̺] [d̺] [n̺] [l̺] [r̺ʲ] durante la palatalización de la lengua, /tʲ/ /dʲ/ /nʲ/ y /lʲ/ son alveolares y laminales [t̻ʲsʲ] [d̻ʲzʲ] [nʲ̻] [lʲ̻].  Nótese que, para /tʲ/ y /dʲ/, la lengua se eleva los suficiente como para producir una leve fricación.  La /l/ simple es típicamente faringada ([ɫ]) «obscura».
- /s/ y /z/ son laminales y dentales (o alveolo-dental) mientras que /t͡s/ es alveolar y apical.
- /r/ simple es postalveolar: [r̠].[22]

## Procesos fonológicos
Las consonantes sonoras (/b/, /bʲ/, /d/, /dʲ/ /g/, /v/, /vʲ/, /z/, /zʲ/, /ʐ/, y /ʑʑ/) se desonorizan al final de la palabra, a menos que la próxima palabra comience con una sonora obstruyente. /g/, además de hacerse sorda se lenifica en [x].
El ruso se caracteriza por un asimilación retrógrada de sonorización y de palatalización.

### Sonorización
En un morfema, la sonorización no se distingue ante las obstruyentes (salvo para /v/ y /vʲ/).  La sonorización o desonorización se determina por aquella de final obstruyente en la secuencia: просьба [ˈprozʲbə] ('solicitud'), водка [ˈvo.tkə] ('vodka').  En los extranjerismos, esto no siempre sucede para el caso de |f|, como en Адольф Гитлер [ɐˈdolʲfˈgʲitlʲɪr] ('Adolf Hitler').
/t͡s/, /t͡ɕ/, y /x/ tienen alófonos sonoros ante obstruyentes sonoras, como en плацдарм [plɐd͡zˈdarm] ('cabeza de puente').
Fuera de /mʲ/ y /nʲ/, las nasales y líquidas se desonorizan entre consonantes sordas o entre sorda y pausa: контрфорс  [ˌkontr̥ˈfors] ('contrafuerte').

### Palatalización
Antes de /j/, las consonantes pareadas se palatalizan normalmente como en пью [pʲju] ('yo bebo') y пьеса [ˈpʲjɛ.sə] ('obra de teatro'). съездить [ˈsje.zʲdʲɪtʲ] ('ir', 'viajar') es una excepción a esta regla para muchos hablantes.  Las consonantes pareadas que preceden a /e/ también se palatalizan; aunque se exceptúan la mayoría de los préstamos, donde alternaciones en los límites de un morfema son la norma:
- дом [dom] ('la casa')
- доме [ˈdomʲɪ] ('casa' caso preposicional)

Debido a que las consonantes velares no tienen par, no existe el contraste de palatalización, especialmente ante vocales anteriores.  Por alofonía, se palatalizan como en короткий [kɐˈrotkʲɪj] ('corto') a menos que esté en los límites entre palabra, en cuyo caso son simples (verbigracia к Ивану [k ‿ɨvanu] 'a Iván').
Ante consonantes dentales simples, /r/, /rʲ/, las labiales y dentales son simples: орла [ɐrˈla] ('del águila).
Ante labiales y dentales palatalizadas o /lʲ/, las dental (fuera de /t͡s/) se palatalizan.
Las velares se palatalizan cuando preceden a una /i/; en otras palabras, esto significa que una velar nunca es seguida por una [ɨ].
La /x/ asimila la palatalización de la velar que la sigue легких [ˈlʲɵxʲkʲɪx] ('de los pulmones').
La  asimilación de la palatalización de una labial ante consonantes labiales es una variante libre con la no asimilación, de modo que бомбить ('bombardear') puede decirse [bɐmˈbʲitʲ] o [bɐmʲˈbʲitʲ], dependiendo de cada hablante.
Cuando una /n/ simple precede a su cognada palatalizada, también se palatiza (véase geminación).  Esto es ligeramente menos común dentro de los límites de afijos. 
Además de esto, las estridentes dentales toman el lugar de la articulación (no solo la palatalización) de las postalveolares que les siguen: с частью [ˈɕɕasʲtʲju] ('con una parte').   En habla cuidadosa, esto no sucede dentro de los límites de palabras.
El ruso se caracteriza porque las nasales que no se asimilan normalmente al punto de articulación.  Verbigracia, tanto /n/ como /nʲ/ aparecen ante retroflejas: деньжонки [dʲɪnʲˈʐonkʲɪ] ('dinero (despectivo)) y ханжой [xɐnˈʐoj] ('por el hipócrita').  En este contexto, otras coronales son siempre simples. La nasal velar es un alófono ante velares en algunas palabras (функция [ˈfuŋk.t͡sɨjə] 'función'), pero no en la mayoría de las palabras como банк [bank] ('banco').

### Agrupaciones consonánticas
El ruso permite agrupaciones consonánticas.  Algunas, como en встретить [ˈfstrʲetʲɪtʲ] ('encontrarse con'), pueden tener hasta cuatro segmentos.
| 3 Segmentos | Ruso    | AFI          | Traducción |
| ----------- | ------- | ------------ | ---------- |
| CCда Да L   | скрип   | [skrʲip]     | chirrido   |
| CCC*        | ствол   | [stvol]      | tronco     |
| LCL         | верблюд | [vʲɪrˈblʲut] | camello    |
| LCC         | толстый | [ˈtolstɨj]   | grueso     |

Para los hablantes que pronuncian [ɕt͡ɕ] en lugar de [ɕɕ], palabras como общий ('común') también constituyen agrupaciones de este tipo.
| 2 Segmentos | Ruso   | AFI         | Traducción              |
| ----------- | ------ | ----------- | ----------------------- |
| CC          | кость  | [kosʲtʲ]    | hueso                   |
| LC          | ртуть  | [rtutʲ]     | mercurio                |
| CL          | слепой | [sʲlʲɪˈpoj] | ciego                   |
| LL          | горло  | [ˈgorlə]    | garganta                |
| CJ          | дьяк   | [dʲjak]     | diak (empleado público) |
| LJ          | рьяный | [ˈrʲjanɨj]  | entusiasta              |

Si /j/ se considera como consonante en la coda, entonces palabras como айва ('membrillo') contiene una agrupación semivocal+consonante.
Las agrupaciones de cuatro consonantes son posibles, pero no demasiado comunes, especialmente en un morfema.  Algunas agrupaciones potenciales son también suprimidas.  verbigracia, las oclusivas dental se saltan entre una continuante dental y una nasal dental: лестный [ˈlʲɛsnɨj] ('adulador').